# 24911 Kojimashigemi
24911 Kojimashigemi è un asteroide della fascia principale. Scoperto nel 1997, presenta un'orbita caratterizzata da un semiasse maggiore pari a 2,3163269 UA e da un'eccentricità di 0,0673566, inclinata di 6,77692° rispetto all'eclittica.